# La Bajol
La Bajol (oficialmente y en catalán la Vajol) es un municipio español de la comarca del Alto Ampurdán, en la provincia de Gerona, comunidad autónoma de Cataluña. Cuenta con una población de 96 habitantes (INE 2024).
Su terreno es accidentado por su cercanía con los Pirineos, con bosques de alcornoques y castaños, sus 546 metros de altitud le hacen el pueblo más alto de la comarca.
Antiguamente habían explotado la elaboración del corcho proveniente de sus bosques, así como también las minas de esteatita. La agricultura de pequeños terrenos de secano y la ganadería bovina junto con las segundas residencias, es la base de su economía.

## Historia
Había formado parte del condado de Besalú. Por su población, debido a ser pueblo fronterizo con Francia, pasaron personajes, hacia el exilio republicano, durante la guerra civil española de 1936, entre ellos Manuel Azaña, Juan Negrín, Lluís Companys y el lehendakari José Antonio Aguirre.
- Iglesia de San Martín de La Bajol. Románica de los siglos XII-XIII, consta de una nave con ábside semicircular.
- El Collado de la Manrella. Monumento a Lluís Companys.

## Demografía
La Bajol cuenta con una población de 96 habitantes (INE 2024).
| Gráfica de evolución demográfica de La Bajol entre 1842 y 2021 |
| |
| Población de derecho según los censos de población del INE Población de hecho según los censos de población del INEEn estos censos se denominaba La Bajol: 1842, 1857, 1860, 1877, 1887, 1897, 1900, 1910, 1920, 1930, 1940, 1950, 1960, 1970 y 1981 |

| Nacionalidad | Hombres | Mujeres | Total | %      | Proporción |
| ------------ | ------- | ------- | ----- | ------ | ---------- |
| Española     | 34      | 30      | 64    | 73.5 % |            |
| Extranjera   | 15      | 8       | 23    | 26.4 % |            |

| 1497 | 1515 | 1553 | 1717 | 1787 | 1857 | 1877 | 1887 | 1900 |
| ---- | ---- | ---- | ---- | ---- | ---- | ---- | ---- | ---- |
| —    | —    | —    | 130  | 102  | 318  | 263  | 219  | 245  |

| 1910 | 1920 | 1930 | 1940 | 1950 | 1960 | 1970 | 1981 | 1990 |
| ---- | ---- | ---- | ---- | ---- | ---- | ---- | ---- | ---- |
| 232  | 194  | 154  | 128  | 140  | 131  | 82   | 72   | 60   |

| 1992 | 1994 | 1996 | 1998 | 2000 | 2002 | 2004 | 2006 | — |
| ---- | ---- | ---- | ---- | ---- | ---- | ---- | ---- | - |
| 78   | 85   | 84   | 68   | 96   | 123  | 103  | 101  | — |